# 천리안 (포털 사이트)

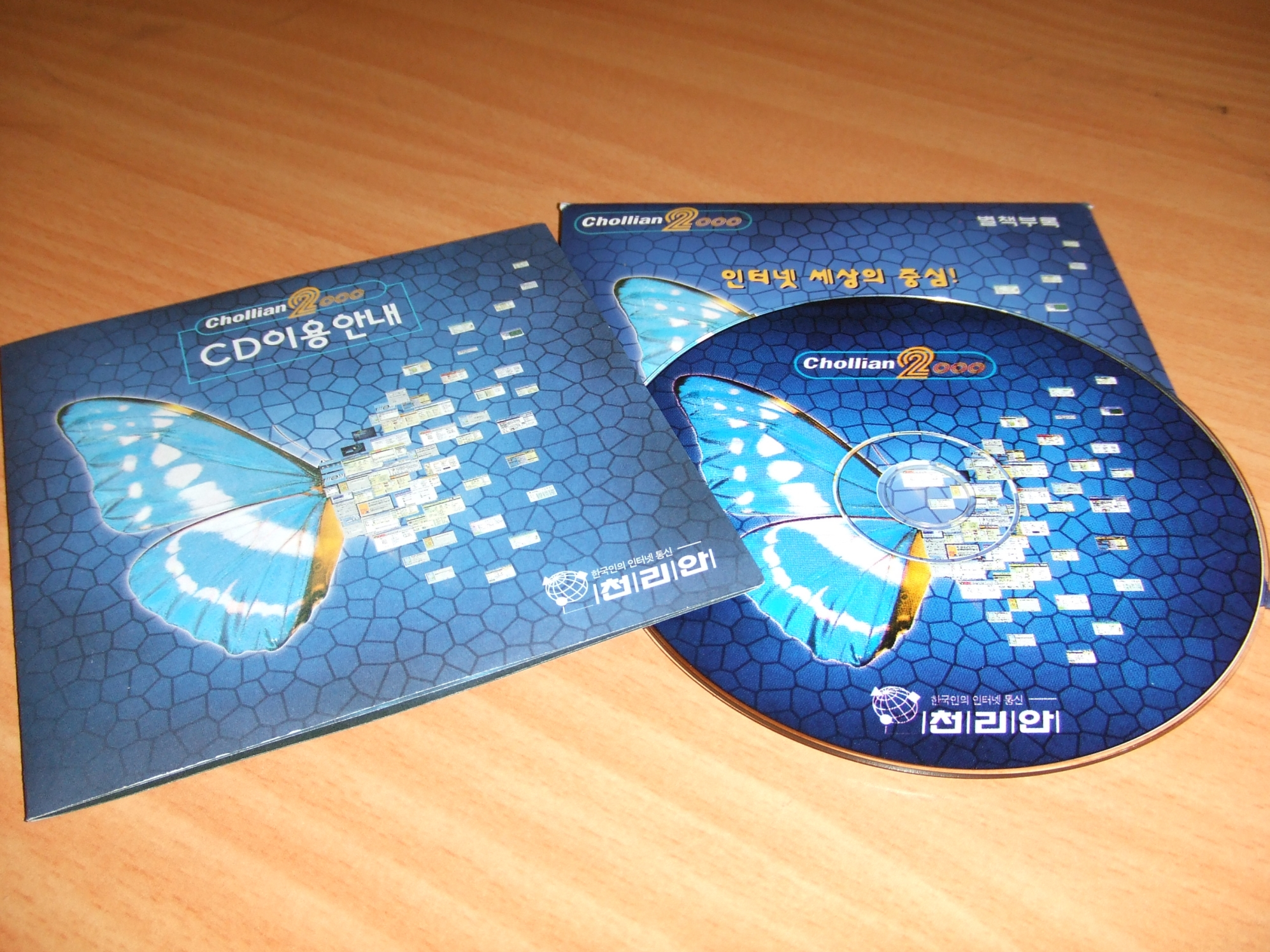
천리안 2000 CD-ROM

천리안(Chollian)은 미디어로그에서 운영하는 포털 사이트이다.
처음에는 (주)데이콤(현재 유플러스로 통합)에서 비디오텍스 시버스 '천리안'으로 시작하고 이후 BBS 서비스 'PC-SERVE'와 통합하여 만든 대한민국의 PC통신 서비스였다. 한때 천리안 매직콜이라는 이름으로 전용 프로그램 기반의 GUI 중심 서비스도 시도하였으나, 인터넷이 널리 사용된 이후로 LG인터넷의 웹 기반 멀티미디어 통신서비스 '채널아이'를 흡수하며 인터넷 포털 서비스 'CHOL.com' 위주로 개편되었다. 현재는 유플러스의 자회사인 (주)미디어로그(舊 (주)데이콤멀티미디어인터넷)에서 운영하고 있다.

## 역사
1985년 10월, '생활정보 DB'를 구축하고 시범 서비스를 시작하다 그 다음 해인 1986년 9월에 본격적으로 천리안 서비스를 개시한다. PC통신에 접속해서 해외로 메일을 작성해서 발송하고 메일을 읽게 되는 상용 이메일 서비스를 PC통신 업계에서는 유일하게 제공하는데, 이메일 주소 1개의 년간 사용료가 1992년 당시에는 2백만원으로 책정되었다. 이메일 편지함은 천리안 편지함과는 완전히 분리되어 있었으며, PC통신 천리안 메인 메뉴들과는 완전히 구분되어 있었던 해당 메뉴로 접속을 하게 되면 서버 프롬프트가 새롭게 나타나며 텍스트 기반 이메일 응용프로그램을 직접 실행시켜야 해서 UNIX 텍스트 콘솔 같았다.
1991년에는 국내 최초로 컴퓨터 통신을 기반으로 중앙교육진흥연구소에서 컴퓨터에서 가정학습이 가능하도록 학습지 기업인 아이템풀(현재의 아이템풀에듀)과 함께 새롭게 재작한 A플러스 교육정보를 제공하기 시작한다. PC통신으로 DOS 실행 프로그램 형태의 교재를 다운로드 받아서 학습자가 오프라인으로 학습하는 형태였다. 학습지를 기반으로 제작되어서 객관식 4지선다 문제 풀이가 대부분이었지만, 본고사를 대학 입시로 치르는 시절이었으나 수학능력시험 과학탐구 영역 문제지에서 자주 접하게 되는 비커, 알코올램프 등에 실험 기구들이 VGA 컬러 모니터에 나타나서 물이 끓거나 온도계의 온도가 올라가고 액체의 색상이 바뀌는 실험 장면을 누르면 움직이기 시작하는 간단한 애니메이션으로 간접 체험 시키는 풍부한 학습 경험도 제공하였다. 온라인을 활용한 교재이다 보니 추가로 제작한 교제가 전자 게시판을 통해서 보완 즉시 서비스 받을 수 있는 이점이 있었다.
1994년 1월, 천리안 가족지 《월간 천리안》이 창간되고, 같은 해 10월에는 인터넷 연결 서비스를 시작했으나 서비스 초기에는 WWW는 지원하지 않았다. 1995년 4월부터 WWW 서비스를 시작했으며, 1996년 11월에는 PPP 프로토콜을 지원하기 시작했다.
또한, 90년대 초반까지는 통신 요금을 사용 시간에 따라 부과하는 종량제만 도입하였으나, 1990년대 중반부터 2000년대 초반까지 월 일정 요금을 내면 무제한으로 접속할 수 있는 정액제를 새로 도입하였다.
한때 2000년 8월 유료 가입자 350만 명을 돌파하기도 했으나, 1999년부터 초고속 인터넷의 엄청나게 빠른 보급과 2003년 7월부터 CHOL이 출범하면서 천리안의 이용자는 2000년보다 훨씬 줄어들었다. 이후 텔넷을 통해 서비스의 명맥을 유지하고 있다가, 2007년 12월 27일 텔넷 서비스를 중단하여 이후 모든 서비스는 인터넷을 통해 제공하게 된다.
또한, 천리안의 이메일 주소는 @chollian.net이었으나 사용자들이 많은 혼란을 겪게 되자 2004년부터 @chol.com으로 바꾸었다.
이후에는 포털 사이트로 전환하여 운영되었으나 2024년 10월 31일에 영업을 종료하게 되었다.

## 같이 보기
- AOL
- 하이텔
- 미니텔
- 나우누리
- 유니텔
- LG유플러스